# Arenborn
Arenborn ist ein Ortsteil im Osten der Gemeinde Wesertal im nordhessischen Landkreis Kassel.

## Geografische Lage
Das Dorf Arenborn befindet sich Nordhessen im Weserbergland am Nordrand des Bramwalds, östlich des Höhenzugs Kiffing. Es liegt rund 6 km östlich von Gieselwerder, 6,5 km südlich der bereits in Niedersachsen gelegenen Kleinstadt Uslar, rund 20 km westnordwestlich von Göttingen und 32 km nordnordöstlich von Kassel (alle Entfernungen Luftlinie).

## Geschichte

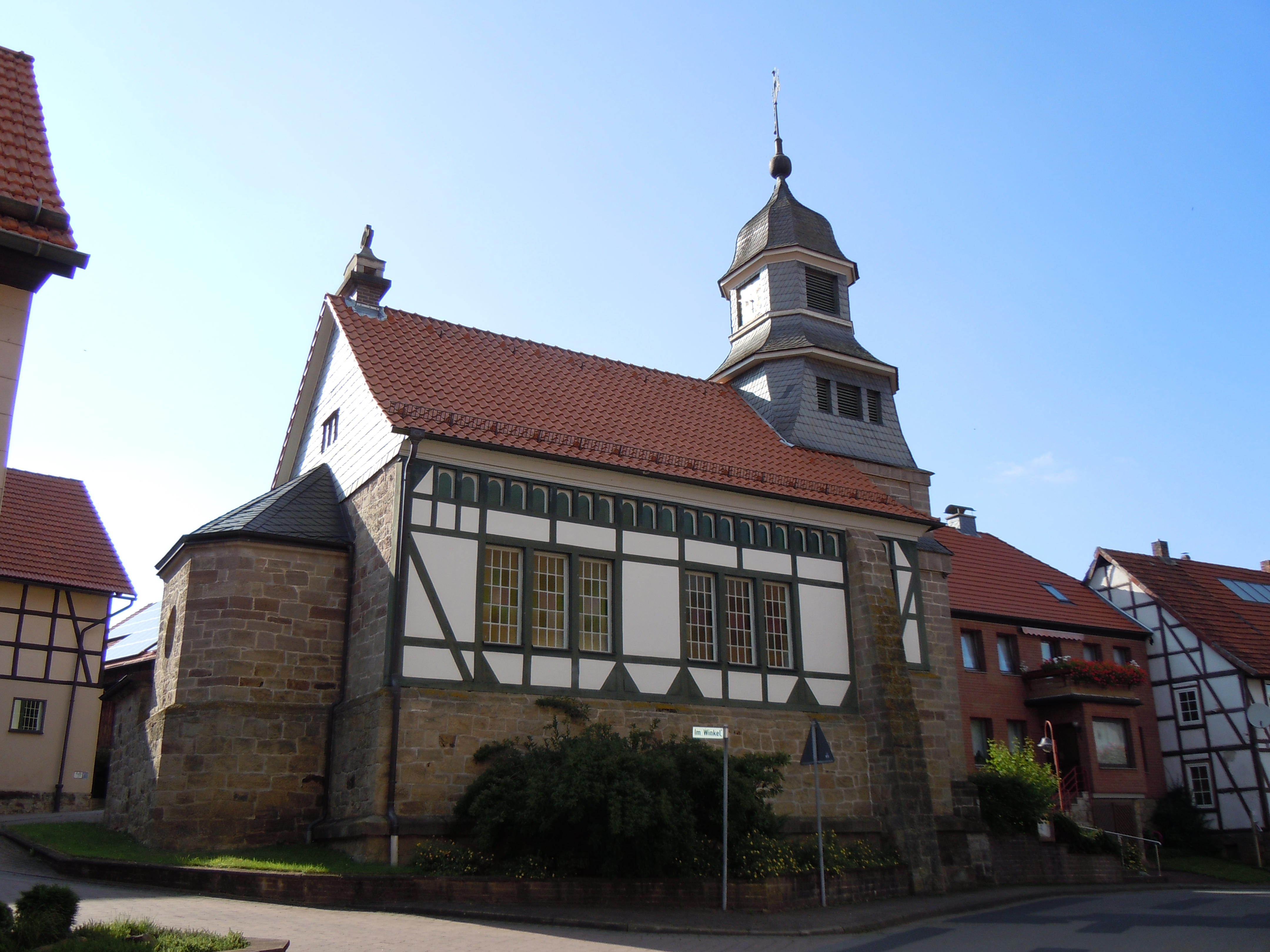
Kirche in Arenborn

### Ortsgeschichte
Die erste bekannte schriftliche Nennung des Ortes ist aus dem Jahr 1288 überliefert. Man findet ihn unter dem Namen Aarhornem und Ahornheim, was so viel wie „Quell unter dem Ahornbäumen“ bedeutet. Schon vor der Erstnennung sandte Karl der Große im 8. Jahrhundert Mönche in die Gegend Arenborns, um der Christianisierung Vorschub zu leisten. Ab dem Ende des 14. Jahrhunderts befand sich der Ort in Abhängigkeit vom Kloster Lippoldsberg, dem es zur Abgabe des Zehnten verpflichtet war. Der Ort gehörte zum Herrschaftsgebiet der Burg Gieselwerder und wechselte 1462 mit diesem aus Kurmainz zur Landgrafschaft Hessen. Im 16. Jahrhundert wechselte der Amtssitz und Arenborn gehörte nun zum neu eingerichteten Amt Sababurg.
Der älteste Ortsbereich im Ortskern um die Kirche wurde im 18. und 19. Jahrhundert durch Ortserweiterungen ergänzt. Die Ortserweiterungen des 20. Jahrhunderts haben vergleichsweise geringe Ausmaße.
Nachdem 1819 und nochmals 1868 Gelder für den Bau einer evangelischen Kirche gesammelt worden waren, kam der Neubau endlich 1911/12 durch den in Kassel ansässigen Architekten Johannes Walpert (1880–1921) zustande. Die Kirche zeigt innen wie außen bis heute weitgehend das Erscheinungsbild und die Ausstattung der Bauzeit. Der Wechsel von sichtbarem Mauerwerk und unverkleidetem Fachwerk entspricht dem Heimatschutzstil, dem die Kirche stilistisch zuzurechnen ist.
Noch bis zum Ende des 20. Jahrhunderts war der Ort stark ländlich geprägt.
Hessische Gebietsreformen ab 1970
Im Zuge der Gebietsreform in Hessen fusionierten am 1. Februar 1971 die bis dahin selbständigen Gemeinden Arenborn, Gewissenruh, Gieselwerder, Gottstreu und Oedelsheim freiwillig zur neuen Gemeinde Oberweser. Sitz der Gemeindeverwaltung wurde Gieselwerder. Am 1. August 1972 kam noch kraft Landesgesetz Heisebeck hinzu. Zum 1. Januar 2020 fusionierten die Gemeinden Oberweser und Wahlsburg zur neuen Gemeinde Wesertal. Der Ortsbezirk Arenborn blieb weiter bestehen.

### Verwaltungsgeschichte im Überblick
Die folgende Liste zeigt die Staaten und Verwaltungseinheiten, denen Arenborn angehört(e):
- vor 1567: Heiliges Römisches Reich, Landgrafschaft Hessen, Amt Sababurg
- 1567–1806 Heiliges Römisches Reich, Landgrafschaft Hessen-Kassel, Amt Sababurg
- ab 1806: Landgrafschaft Hessen-Kassel, Amt Sababurg
- ab 1807–1813: Königreich Westphalen, Departement der Fulda, Distrikt Kassel, Kanton Bodenfelde
- ab 1815: Kurfürstentum Hessen, Amt Sababurg[9]
- ab 1821/22: Kurfürstentum Hessen, Provinz Niederhessen, Landkreis Hofgeismar[10][Anm. 2]
- ab 1848: Kurfürstentum Hessen, Bezirk Kassel
- ab 1851: Kurfürstentum Hessen, Provinz Niederhessen, Landkreis Hofgeismar
- ab 1867: Königreich Preußen, Provinz Hessen-Nassau, Regierungsbezirk Kassel, Landkreis Hofgeismar
- ab 1871: Deutsches Reich, Königreich Preußen, Provinz Hessen-Nassau, Regierungsbezirk Kassel, Landkreis Hofgeismar
- ab 1918: Deutsches Reich, Freistaat Preußen, Provinz Hessen-Nassau, Regierungsbezirk Kassel, Landkreis Hofgeismar
- ab 1944: Deutsches Reich, Freistaat Preußen, Provinz Kurhessen, Landkreis Hofgeismar
- ab 1945: Amerikanische Besatzungszone, Groß-Hessen, Regierungsbezirk Kassel, Landkreis Hofgeismar
- ab 1946: Amerikanische Besatzungszone, Hessen, Regierungsbezirk Kassel, Landkreis Hofgeismar
- ab 1949: Bundesrepublik Deutschland, Hessen, Regierungsbezirk Kassel, Landkreis Hofgeismar
- ab 1971: Bundesrepublik Deutschland, Land Hessen, Regierungsbezirk Kassel, Landkreis Hofgeismar, Gemeinde Oberweser[Anm. 3]
- ab 1972: Bundesrepublik Deutschland, Land Hessen, Regierungsbezirk Kassel, Landkreis Kassel, Gemeinde Oberweser
- ab 2020: Bundesrepublik Deutschland, Land Hessen, Regierungsbezirk Kassel, Landkreis Kassel, Gemeinde Wesertal[Anm. 4]

## Bevölkerung

### Einwohnerstruktur 2011
Nach den Erhebungen des Zensus 2011 lebten am Stichtag dem 9. Mai 2011 in Arenborn 225 Einwohner. Darunter waren 3 (1,3 %) Ausländer. Nach dem Lebensalter waren 30 Einwohner unter 18 Jahren, 78 zwischen 18 und 49, 60 zwischen 50 und 64 und 57 Einwohner waren älter. Die Einwohner lebten in 108 Haushalten. Davon waren 30 Singlehaushalte, 30 Paare ohne Kinder und 36 Paare mit Kindern, sowie 9 Alleinerziehende und keine Wohngemeinschaften. In 21 Haushalten lebten ausschließlich Senioren und in 66 Haushaltungen lebten keine Senioren.

### Einwohnerentwicklung
Quelle: Historisches Ortslexikon
- 1551: 13 Haushaltungen
- 1585: 18 Haushaltungen
- 1747: 42 Haushaltungen

| Arenborn: Einwohnerzahlen von 1834 bis 2020 | Arenborn: Einwohnerzahlen von 1834 bis 2020 | Arenborn: Einwohnerzahlen von 1834 bis 2020 | Arenborn: Einwohnerzahlen von 1834 bis 2020 | Arenborn: Einwohnerzahlen von 1834 bis 2020 |
| --- | ------------------------------------------- | ------------------------------------------- | ------------------------------------------- | ------------------------------------------- |
| Jahr |                                             |                                             |                                             | Einwohner                                   |
| 1834 | 1834                                        |                                             | 343                                         | 343                                         |
| 1840 | 1840                                        |                                             | 325                                         | 325                                         |
| 1846 | 1846                                        |                                             | 355                                         | 355                                         |
| 1852 | 1852                                        |                                             | 326                                         | 326                                         |
| 1858 | 1858                                        |                                             | 299                                         | 299                                         |
| 1864 | 1864                                        |                                             | 307                                         | 307                                         |
| 1871 | 1871                                        |                                             | 302                                         | 302                                         |
| 1875 | 1875                                        |                                             | 293                                         | 293                                         |
| 1885 | 1885                                        |                                             | 296                                         | 296                                         |
| 1895 | 1895                                        |                                             | 288                                         | 288                                         |
| 1905 | 1905                                        |                                             | 295                                         | 295                                         |
| 1910 | 1910                                        |                                             | 296                                         | 296                                         |
| 1925 | 1925                                        |                                             | 254                                         | 254                                         |
| 1939 | 1939                                        |                                             | 308                                         | 308                                         |
| 1946 | 1946                                        |                                             | 427                                         | 427                                         |
| 1950 | 1950                                        |                                             | 356                                         | 356                                         |
| 1956 | 1956                                        |                                             | 302                                         | 302                                         |
| 1961 | 1961                                        |                                             | 282                                         | 282                                         |
| 1967 | 1967                                        |                                             | 266                                         | 266                                         |
| 1970 | 1970                                        |                                             | 269                                         | 269                                         |
| 1980 | 1980                                        |                                             | ?                                           | ?                                           |
| 1990 | 1990                                        |                                             | ?                                           | ?                                           |
| 2000 | 2000                                        |                                             | ?                                           | ?                                           |
| 2011 | 2011                                        |                                             | 225                                         | 225                                         |
| 2020 | 2020                                        |                                             | 200                                         | 200                                         |
| Datenquelle: Historisches Gemeindeverzeichnis für Hessen: Die Bevölkerung der Gemeinden 1834 bis 1967. Wiesbaden: Hessisches Statistisches Landesamt, 1968. Weitere Quellen: LAGIS; Zensus 2011; Gemeinde Wesertal |                                             |                                             |                                             |                                             |

### Historische Religionszugehörigkeit
| • 1885: | 395 evangelische (= 99,66 %), ein katholischer (= 0,34 %) Einwohner |
| • 1961: | 252 evangelische (= 89,36 %), 30 katholische (= 10,64 %) Einwohner  |

## Politik
Für Arenborn besteht ein Ortsbezirk (Gebiete der ehemaligen Gemeinde Arenborn) mit Ortsbeirat und Ortsvorsteher nach der Hessischen Gemeindeordnung. Der Ortsbeirat besteht aus fünf Mitgliedern. Bei den Kommunalwahlen in Hessen 2021 gehörten alle Kandidaten der „Gemeinschaftsliste Arenborn“ an. Der Ortsbeirat wählte Heiko Wellhausen zum Ortsvorsteher.

## Wirtschaft und Tourismus
In Arenborn gibt es keine Gästebetten und die touristische Infrastruktur ist noch unterentwickelt. Sie besteht im Wesentlichen aus einem Kneippbecken, einer Grillhütte und einem in den Sommermonaten sonntagnachmittags geöffneten Heimatmuseum.
Für die unter Denkmalschutz stehenden Kulturdenkmäler des Ortes siehe die Liste der Kulturdenkmäler in Arenborn.

## Ehrenbürger
- 1895 Otto von Bismarck (1815–1898), Reichskanzler